# Municipio de Butler (condado de Lonoke)
El municipio de Butler (en inglés: Butler Township) es un municipio ubicado en el condado de Lonoke en el estado estadounidense de Arkansas. En el año 2010 tenía una población de 3050 habitantes y una densidad poblacional de 31,17 personas por km².

## Geografía
El municipio de Butler se encuentra ubicado en las coordenadas 34°59′34″N 91°51′7″O / 34.99278, -91.85194. Según la Oficina del Censo de los Estados Unidos, el municipio tiene una superficie total de 97.85 km², de la cual 97.43 km² corresponden a tierra firme y (0.42%) 0.41 km² es agua.

## Demografía
Según el censo de 2010, había 3050 personas residiendo en el municipio de Butler. La densidad de población era de 31,17 hab./km². De los 3050 habitantes, el municipio de Butler estaba compuesto por el 95.21% blancos, el 0.62% eran afroamericanos, el 1.05% eran amerindios, el 0.56% eran asiáticos, el 0.07% eran isleños del Pacífico, el 1.05% eran de otras razas y el 1.44% pertenecían a dos o más razas. Del total de la población el 2.33% eran hispanos o latinos de cualquier raza.